# Плоскоплодник
Плоскоплодник (лат. Meniocus) — род травянистых растений семейства Капустные (Brassicaceae).

## Ботаническое описание
Однолетние травянистые растения.
Чашелистики прямостоячие, при основании не мешковидные. Лепестки бледнопалевые, цельнокрайные. Нити тычинок с зубцом. По обе стороны коротких тычинок по одной полушаровидной, треугольной медовой желёзке. Завязь сидячая, столбик короткий. Плод — совершенно плоский, широкоэллиптический стручочек, раскрывающийся двумя, сетчато-жилковатыми створками. В каждом гнезде 4—8 семян. Семена плоские. Семядоли плоские; зародыш спинкокорешковый.

## Виды
Род включает 7 видов:
- Meniocus aureus Fenzl
- Meniocus blepharocarpus (T.R.Dudley & Hub.-Mor.) Hadač & Chrtek
- Meniocus heterotrichus (Boiss.) Hadač & Chrtek
- Meniocus huetii (Boiss.) Hadač & Chrtek
- Meniocus linifolius (Stephan ex Willd.) DC. — Плоскоплодник льнолистный
- Meniocus meniocoides (Boiss.) Hadač & Chrtek
- Meniocus stylaris Boiss. & Balansa